# Wekmidar
Wekmidar is een bestuurslaag in het regentschap Belu van de provincie Oost-Nusa Tenggara, Indonesië. Wekmidar telt 618 inwoners (volkstelling 2010).